# Chiredzi
Chiredzi este un oraș din Zimbabwe.